# Sun ONE
Sun ONE – marka produktowa firmy Sun Microsystems definiująca oprogramowanie serwerowe. Słowo "ONE" jest skrótem od Open Net Environment (otwarte środowisko sieciowe).
Sun ONE było stworzone dla grupy produktów, które powstały w wyniku aliansu z firmą Netscape Communications Corporation. Następnie nazwa była używana dla takich produktów Suna, jak Sun ONE Studio 8 i Sun ONE Active Server Pages 4.0.
Markę wprowadzono 15 kwietnia 2002 dla zamiany nazwy iPlanet, po zakończeniu współpracy z Netscape. Z kolei 16 września 2003 r. zamieniono ją na markę Sun Java System.